# جيمي هيل (لاعب كرة قدم أمريكية)
جيمي هيل (بالإنجليزية: Jimmy Hill)‏ هو لاعب كرة قدم أمريكية أمريكي، ولد في 22 يوليو 1928 في دالاس في الولايات المتحدة.